# Super Chase: Criminal Termination
Super Chase: Criminal Termination (スーパーチェイス?, Sūpā Cheisu) è un videogioco arcade sviluppato e pubblicato dalla Taito nel 1993. Si tratta del terzo capitolo della fortunata serie di Chase H.Q.. Ebbe un'unica conversione per la console SNES, portante il nome di Super Chase H.Q..

## Modalità di gioco
Super Chase: Criminal Termination è un simulatore di guida in prima persona adrenalinico con una forte componente di azione, dove il giocatore assume il ruolo di un agente di polizia, che deve inseguire e fermare vari criminali lungo le strade. Il principale obiettivo del giocatore è quello di catturare i criminali in fuga, utilizzando una serie di veicoli e strategie per danneggiare le loro auto fino a farle fermare. Il gameplay si svolge attraverso cinque livelli ambientati in diverse città degli Stati Uniti, ciascuno con un criminale diverso da catturare.
Durante l'inseguimento, il giocatore deve avvicinarsi al veicolo del criminale e colpirlo ripetutamente. La quantità di danno inflitto al veicolo avversario è monitorata tramite un indicatore a sinistra dello schermo, mentre la quantità di colpi rimanenti è mostrata sopra il veicolo avversario con la scritta "Remaining". Oltre a inseguire il criminale, il giocatore deve evitare altre macchine e ostacoli che saranno sparsi per il livello, inoltre deve completare l'incarico entro il tempo a propria disposizione, altrimenti si perderà un credito. Prima dell'inizio di ogni livello, i due protagonisti verranno informati da una loro collega riguardo alla posizione di un criminale, e al termine della fase invece viene mostrata la sequenza dell'arresto di quest'ultimo.

## Accoglienza
In Giappone, la rivista Game Machine elencò Super Chase: Criminal Termination nel numero del 15 aprile 1993 come la terza unità arcade di maggior successo del mese. In Nord America, Play Meter ha indicato Super Chase come il diciottesimo gioco arcade più popolare dell'epoca. Il gioco è stato adattato per Super Nintendo e rilasciato come Super Chase H.Q. in Nord America, e la nuova visuale in prima persona è stata considerata "visivamente impressionante". In una retrospettiva sulla serie, Wireframe ha attribuito al gioco il merito di aver "riportato la serie in carreggiata, cambiando il punto di vista in prima persona". prospettiva personale e aumentando l'assurdità".
Electronic Gaming Monthly ha dato a Super Chase H.Q. per SNES un punteggio di due otto e due sette per un totale di 30 su 40, i loro recensori hanno elogiato la grafica e l'azione di guida frenetica ma hanno criticato il sonoro e mancanza di valore di rigiocabilità.